# Patagonykus puertai
Patagonykus puertai es la única especie conocida del género extinto Patagonykus (gr."garra patagónica") de dinosaurio terópodo alvarezsáurido que vivió a mediados del período Cretácico, hace aproximadamente 92 millones de años, en el Turoniense, en lo que es hoy Sudamérica. 

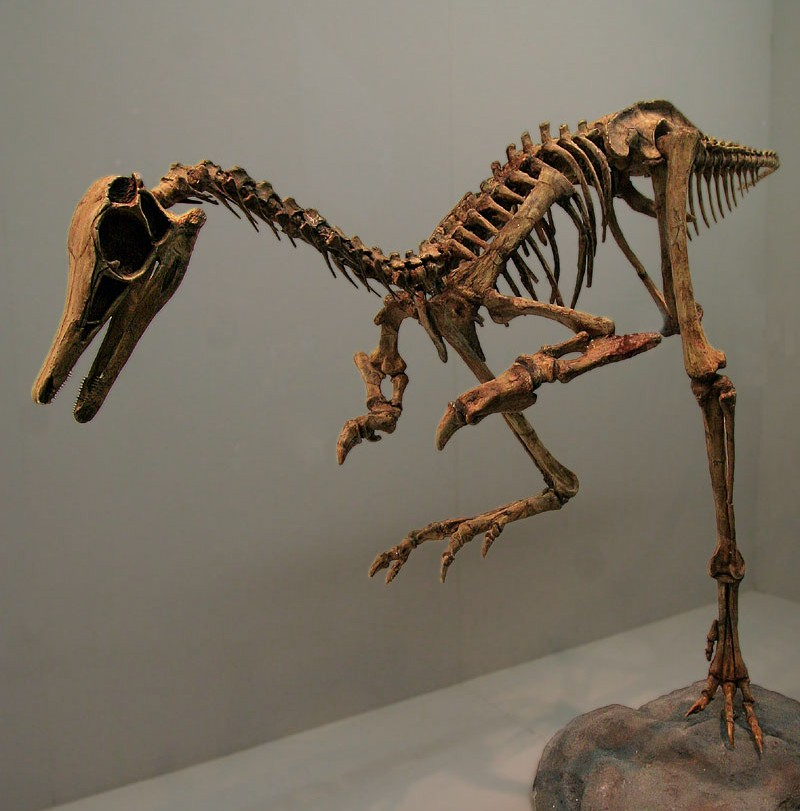
Reconstrucción del esqueleto.

Patagonykus fue descubierto en las exposiciones rocosas del Turoniense-Coniaciense en la Formación Portezuelo de la Subgrupo Río Neuquén en la provincia del Neuquén, Patagonia. El holotipo consiste en un incompleto pero bien preservado esqueleto, que carece de cráneo, pero que incluye muchas vértebras, los coracoides, un miembro anterior parcial, la faja pélvica, y los miembros traseros. Patagonykus se ha clasificado dentro de Alvarezsauridae, una familia que incluye taxones tales como el mongoliano Mononykus y el también argentino Alvarezsaurus; más concretamente, se sitúa como género hermano de Bonapartenykus en el taxón Patagonykinae. Se estima que Patagonykus pudo haber alcanzado los dos metros en longitud y a pesar 47 kilogramos. Poseía largas y fuertes patas posteriores y los miembros anteriores atrofiados, formando una sola garra. Se cree que pudo haber estado cubierto de plumas.